# Curt Jahn
Curt Jahn (ur. 16 lutego 1892 w Schmalkaldenie, zm. 7 listopada 1966 w Coburgu) – niemiecki generał artylerii, w służbie od 1910 roku. W czasie II wojny światowej dowodził 121 Dywizją Piechoty oraz 3 Dywizją Piechoty Zmotoryzowanej. Pod koniec wojny dowódca niemiecko-włoskiego korpusu stacjonującego w Lombardii. 1 maja 1945 poddał się wojskom brytyjskim w Mediolanie, został wzięty do niewoli, z której został zwolniony w maju 1948.

## Odznaczenia
- Krzyż Niemiecki w złocie (18 czerwca 1942)
- Krzyż Żelazny (1914) I Klasy
- Krzyż Żelazny (1914) II Klasy
- Okucie do Krzyża Żelaznego I Klasy
- Okucie do Krzyża Żelaznego II Klasy
- Kawalerski Order Lwa Zeryngeńskiego kl. II z Mieczami
- Kawalerski Order Ernestyński kl. II z Mieczami
- Krzyż Honorowy I Wojny Światowej 1914-1918
- Odznaka za Długą Służbę w Wehrmachcie I Klasy (25 lat służby) i III Klasy (12 lat służby)